# 拉耶斯凱特普利采
拉耶斯凱特普利采是斯洛伐克的城鎮，位於該國北部，由日利納州負責管轄，距離首府日利納15公里，面積11.85平方公里，海拔高度415米，2004年人口2,728，人口密度每平方公里230人。

## 歷史
第一個對拉耶斯凱特普利采文字記載是在1376年。1989年，拉耶斯凱特普利采獲得城鎮的行政地位。

## 地理位置
拉耶斯凱特普利采位於拉伊坎卡河谷，距離日利納15公里。

## 姊妹城市
- 捷克下貝內紹夫
- 波蘭維拉莫維采
- 荷蘭埃珀

## 外部連結
- Official Town website （页面存档备份，存于）
- Official Spa website （页面存档备份，存于）